# Festival des masques et marionnettes de Markala

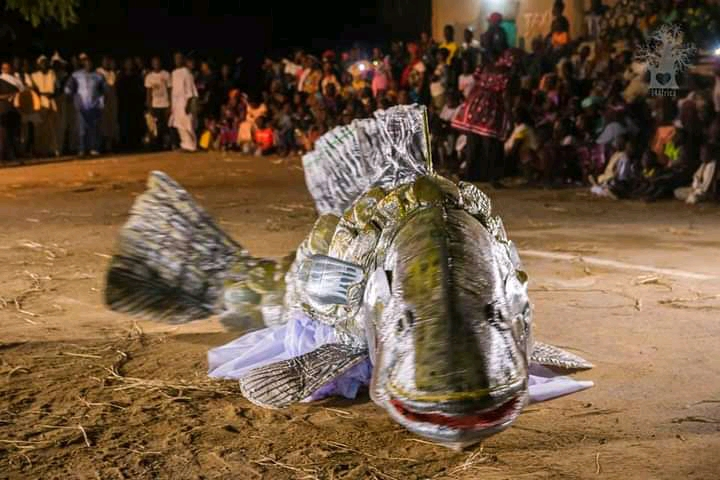
Un masque de Markala.

Le Festival des masques et marionnettes de Markala, appelé couramment « Fesmamas », a été créé en 1993. Il s'agit d'un événement culturel consacré à l'art des masques et marionnettes en tant que forme d'expression et de créativité. Il regroupe des participants maliens et d'ailleurs (Burkina Faso, Côte d’Ivoire, France, etc.) et se déroule tous les ans à Markala, localité située à quinze kilomètres de Ségou.
Le FESMAMAS traite chaque année d'une thématique à vocation socio-sanitaire ou éducative.
La dix-septième édition du festival a eu lieu du 28 février au 2 mars 2014.

## Sources
- Festival des masques et marionnettes à Markala (Ségou), routard.com.
- Festival des Masques et Marionnettes de Markala 15e FESMAMAS Markala 3- 6 mars 2011, Bamako Event, 2 décembre 2010.
- Festival des masques et marionnettes de Markala : Un rendez-vous culturel en perte d'audience, L'indicateur Renouveau, MaliWeb, 14 mars 2011.
- Présentation du festival, Africultures.com.